# Pamphile de Césarée
Pour les articles homonymes, voir Pamphile.
Pamphile de Césarée (en grec ancien Πάμφιλος / Pamphilos), né vers 250 à Béryte et mort (décapité) en 309 à Césarée maritime, est un père de l'Église mort martyr et considéré comme Saint dans le catholicisme comme l'orthodoxie. Il dirigea l'École théologique de Césarée.

## Biographie
Pamphile est originaire de Béryte, l'actuelle Beyrouth. Il étudie à École théologique d'Alexandrie fondée par Origène. Devenu prêtre à Césarée maritime, il y dirige à son tour l'école théologique. Il y réunit une bibliothèque très large pour l'époque, avec plusieurs milliers de livres où Eusèbe de Césarée, un de ses élèves, vient puiser pour composer son Histoire ecclésiastique.
En 307 éclate la persécution de Galère . Pamphile est arrêté par le préfet de la province, Urbain, qui avait appris auprès de lui les règles de l'éloquence. Devant les appels à renier le christianisme, il refuse les promesses des honneurs et résiste aux menaces. Deux de ses compagnons, Paul et Valens, sont arrêtés et emprisonnés avec lui durant deux années,
. Eusèbe vient visiter son maître et ils parlent de théologie. À cette époque, la pensée de leur maître commun Origène commence à être suspectée d'hérésie. Pamphile et Eusèbe rédigent une défense de la théologie d'Origène, dans laquelle ils montrent que l'on a durci et déformé des hypothèses formulées par Origène comme de simples hypothèses, un siècle plus tôt. 
Comme Pamphile refuse toujours de sacrifier aux idoles. Il finit par être décapité en 309 avec plusieurs compagnons (Valens, Paul, Porphyre, Séleucus, Théodule et Julien). Le récit hagiographique de son martyre relate que plusieurs de ses compagnons martyrs ont été arrêtés plus ou moins fortuitement, juste avant leur exécution. Ainsi, peu de temps avant son exécution, cinq égyptiens se présentent aux portes de la ville, lorsqu'on les interroge, ils ne cachent pas qu'ils sont chrétiens. Ils sont immédiatement arrêté et condamnés. Alors que l'on amène Pamphile, ses compagnons et les cinq égyptiens sur le lieu d'exécution, le jeune serviteur de Pamphile nommé Porphyre réclame (par avance) les corps des martyrs. Il est saisi immédiatement et exécuté en premier. Séleucus, qui connaissait Pamphile court lui annoncer la mort de son serviteur. Arrêté par les garde, il est exécuté à son tour. Un serviteur du gouverneur nommé Théodule, qualifié de « pieu vieillard » va voir Pamphile pour lui porter la même nouvelle : il est exécuté à son tour. Les condamnés sont tout juste exécutés que se précipite sur le lieu du martyre un habitant tout juste revenu de voyage, un certain Julien. Il est arrêté lui aussi et exécuté.
Finalement Pamphile sera inhumé, et plus tard, ses reliques seront apportées à Constantinople pour la dédicace de Basilique Sainte Sophie, sous l'empereur Constantin.
Considéré comme saint par les catholiques et les orthodoxes, il est commémoré le 16 février et localement le 1er juin.

## Œuvres
- Clavis Patrum Græcorum 1715-1716
- Apologie pour Origène, collection « Sources Chrétiennes », Éditions du Cerf, Paris, 2002.

Des six livres de l'« Apologie pour Origène », composée par Pamphile de Césarée avec la collaboration d'Eusèbe, il ne subsiste que le premier dans une traduction latine de Rufin d'Aquilée.